# Kadirberdi
Kadirberdi fou un pretendent al tron de l'Horda d'Or. Howorth l'identifica amb un fill de Toktamix (per el "berdi" però si era així havia de ser enemic d'Edigu). Derrotat Derwish Khan i el seu germà Sayyid Ahmad I, i havia opositor actius entre els antics partidaris de Tjekre Khan (i aquest mateix), i un personatge de nom Kadirberdi es va proclamar kan però com que no reconeixia l'autoritat d'Edigu, aquest va marxar contra ell. Kadirberdi i Edigu van morir en la batalla, o segon altres fonts el pretendent va morir en la batalla i Edigu es va ofegar al riu Sihun. Tjekre Khan, que havia retornat amb Edigu, va seguir la lluita però fou derrotat i mort poc després per Ulugh Muhammad Khan.
Kadirberdi va encunyar almenys una moneda a Bolghar. No l'esmenten Khuandemir ni altres historiadors.